# L-day
L-day is een jaarlijkse ontmoetingsdag voor lesbische en biseksuele vrouwen en hun sympathisanten. De nadruk ligt op het ontspannen samenzijn en op empowerment. Naast optredens, een standenmarkt en een lesbische bar zijn er ook altijd workshops, lezingen, paneldiscussies en ontspanningsactiviteiten. 's Avonds is er een dansfeest. De L-day richt zich op lesbische en biseksuele vrouwen van alle leeftijden, ongeacht afkomst, overtuiging, genderidentiteit, gendergeschiedenis, gezondheid, relatiestatus of gezinssituatie.
De L-Day 2018 gaat door in Leuven op 13 oktober. Het thema is positieve zichtbaarheid en start met een L-Pride door de straten van de stad.

## Geschiedenis
In 1983 organiseerden lesbische vrouwen voor het eerst een Lesbiennedag, omdat ze vonden dat er zowel bij de (feministische) vrouwendagen als bij de jaarlijkse homo- en lesbiennedag (beter bekend als Roze Zaterdag) te weinig ruimte voor hen was. In 1986 werd de eerste Lesbiennedag in Gent georganiseerd door het Lesbies Doe Front. Naast een gezellige ontmoetingsgelegenheid was het ook een statement voor een eigen plaats voor lesbische vrouwen in de voornamelijk door mannen gedomineerde holebibeweging. 
10 jaar later wordt het Lesbies Doe Front overgenomen door een nieuwe ploeg, vanaf 1999 met een betaalde kracht. In 2002 verandert de vereniging van naam en wordt LinC, Lesbisch in Se. In 2006 gebeurt dat nog eens en wordt de vzw Folia (Focus Op Lesbisch In Alles) boven de doopvont gehouden. L-Day blijft groeien en op de 25 editie van de L-day in 2012 kwamen zo'n 1000 vrouwen samen in het Gentse evenementengebouw Vooruit. Daarna hielden de toenmalige organisatoren het voor bekeken. In 2013 werd alleen nog een 'koffietafel' georganiseerd om de L-day 'op ludieke wijze ten grave te dragen'. 
Dit werd door velen als een gemis ervaren. Daarom werd in 2014 een oproep gelanceerd door Chloé van het Roze Huis in Antwerpen om samen met de lhbt-koepelorganisatie çavaria en Vlaamse en Brusselse lesbiennenorganisaties de L-day nieuw leven in te blazen. In 2015 werd de vzw Folia overgenomen door een nieuwe ploeg. De L-Day die sinds 1986 steeds in Gent plaatsvond, krijgt een nomadisch bestaan. In 2015 wordt de L-day in Mechelen georganiseerd, in 2016 en 2017 in Antwerpen. In 2018 is Leuven aan de beurt.

## L-week
De L-week was een aanvankelijk een week waarin lokale holebigroepen in het hele land op lesbische vrouwen gerichte activiteiten organiseerden en die werd afgesloten met de L-day. Sinds 2014 organiseert Het Roze Huis in Antwerpen een jaarlijkse L-week in november met tal van uiteenlopende activiteiten, waaronder workshops, lezingen, sportactiviteiten en filmvertoningen.